# Омодеи, Луиджи (старший)
Луиджи Омодеи старший (итал. Luigi Omodei, seniore; 8 декабря 1608, Милан, Миланское герцогство — 26 апреля 1685, Рим, Папская область) — итальянский куриальный кардинал, доктор обоих прав. Дядя кардинала Луиджи Омодеи младшего. Камерленго Священной Коллегии кардиналов с 16 января 1662 по 15 января 1663. Кардинал-священник с 19 февраля 1652, с титулом церкви с Санти-Бонифачо-э-Алессио с 12 марта 1652 по 19 октября 1676. Кардинал-священник с титулом церкви Санта-Мария-ин-Трастевере с 19 октября 1676 по 13 сентября 1677. Кардинал-священник с титулом церкви Санта-Прасседе с 13 сентября 1677 по 8 января 1680. Кардинал-священник с титулом церкви Сан-Лоренцо-ин-Лучина с 8 января 1680 по 26 апреля 1685. Кардинал-протопресвитер с 8 января 1680 по 26 апреля 1685.